# 二ノ宮耕一
二ノ宮 耕一（にのみや こういち、1965年12月17日 -）は、日本の宗教団体オウム真理教(2000年「宗教団体・アレフ」、2003年「アーレフ」、2008年「Aleph」に改称）の人物。教団の幹部として活動。

## 来歴
高校卒業後、トヨタグループの愛知製鋼へ入社。退社後1986年にオウム神仙の会に入信。同年10月14日に出家。出家番号は10。横浜支部長となり、1995年の省庁制廃止後は、長老部のメンバーとなり教団を運営した。
現在は教団で唯一運営に関与する正悟師としてAlephの主導権を握り、2013年には麻原彰晃の三女に同調する幹部を除名処分とした。全国で説法会を開催し信徒獲得に動き、仏具購入に海外へ渡るなどの活動をしているものの、役職にはついていない。
2014年以降は麻原の二男の誕生日に二男が教団に復帰することを信徒に祈願させた。2014年5月からは全国の支部道場を周り「血筋から法則を残すことが重要」などと二男が麻原彰晃の後継者であることの正当性を強調し二男の教団復帰への気運醸成に努めた。